# Comuna Râu Alb, Dâmbovița
Râu Alb este o comună în județul Dâmbovița, Muntenia, România, formată din satele Râu Alb de Jos (reședința) și Râu Alb de Sus. Comuna este situată în nord-vestul județului, la o distanță de aproximativ 45 km de municipiul Târgoviște, centrul politico-administrativ al județului.
Satul Râu Alb de Jos este așezat de-a lungul drumului județean DJ712A ce face legătura între drumul național 71 Târgoviște – Sinaia la Fieni și drumul național 72A Târgoviște – Câmpulung.
Satul Râu Alb de Sus este situat de-a lungul drumului comunal DC122 Râu Alb-Pucheni, drum ce urmează valea râului Alb în bazinul superior de la izvoare până în aval pe distanță de 5 km. făcând legătura între aceste localități.

## Istorie
Doi groși polonezi din 1596 descoperiți pe teritoriul satului dovedesc vechimea așezării.
La început a fost un singur sat cu numele Râu Alb, sat de moșneni amintit în documente în secolul XVII. La 26 martie 1662, jumătate din moșia satului, fostă a lui Pârvu Rudeanu, logofătul, se afla în stăpânirea lui Badea Vel Clucer, ginerele lui Pârvu. Satul și-a luat numele de la pârâul ce-l străbate ale cărui ape apar albe din pricina rocilor pe care le spală în scurgerea lor. La 7 decembrie 1733 și 5 iulie 1764 popa Oprea din Bărbulețu primește de la locuitorii din Bărbulețu „o levade în Râu Alb”. Satul a fost alcătuit relativ târziu din locuitorii veniți din Bărbulețu și din Pietrari, cât și din țărani veniți din Transilvania, în special din zona Moieciu sau zona Sibiului.
Vatra actuală a satului Râu Alb era acoperită de păduri, partea de sud-est era stăpânită în devălmășie de moșneni pietrăreni, iar partea de nord-vest era proprietatea moșnenilor satului Bărbulețu ajungând până la actualul cătun Ciobănești și Vârful lui Boagher în locul numit „Purcăreață”.
Din punct de vedere istoric Râu Alb apare ca sat în anul 1733; până la 1870 a făcut parte din comuna Bărbulețu.
La sfârșitul secolului al XIX-lea, comuna Râu Alb făcea parte din plaiul Dâmbovița-Ialomița al județului Dâmbovița și era formată doar din satul Râu Alb, cu 1098 de locuitori. În comună funcționau o biserică, o școală și trei mori de apă. În 1925, comuna este consemnată în Anuarul Socec în plasa Voinești a aceluiași județ și ca având în compunere satele Râu Alb (Râu Alb de Jos) și Runcu (Râu Alb de Sus, a nu se confunda cu satul Runcu, aflat în comuna vecină), populația ei totală fiind de 1898 de locuitori.
În 1950, comuna a trecut în subordinea raionului Pucioasa din regiunea Prahova și apoi (după 1952) a raionului Târgoviște din regiunea Ploiești. În 1968, comuna a revenit județului Dâmbovița, dar a fost imediat desființată și inclusă în comuna Bărbulețu.
Comuna a fost reînființată în decembrie 2004, în conformitate cu prevederile Legii 542/2004.

## Demografie
Componența etnică a comunei Râu Alb
     Români (95,91%)
     Alte etnii (0%)
     Necunoscută (4,09%)
Componența confesională a comunei Râu Alb
     Ortodocși (95,16%)
     Alte religii (0,61%)
     Necunoscută (4,23%)
Conform recensământului efectuat în 2021, populația comunei Râu Alb se ridică la 1.466 de locuitori, în scădere față de recensământul anterior din 2011, când fuseseră înregistrați 1.564 de locuitori. Majoritatea locuitorilor sunt români (95,91%), iar pentru 4,09% nu se cunoaște apartenența etnică. Din punct de vedere confesional, majoritatea locuitorilor sunt ortodocși (95,16%), iar pentru 4,23% nu se cunoaște apartenența confesională.

## Politică și administrație
Comuna Râu Alb este administrată de un primar și un consiliu local compus din 9 consilieri. Primarul, Costel Rizea[*], de la Alianța pentru Unirea Românilor, este în funcție din 1 noiembrie 2024. Începând cu alegerile locale din 2024, consiliul local are următoarea componență pe partide politice:
|  | Partid                          | Consilieri | Componența Consiliului | Componența Consiliului | Componența Consiliului | Componența Consiliului |
|  | ------------------------------- | ---------- | ---------------------- | ---------------------- | ---------------------- | ---------------------- |
|  | Alianța pentru Unirea Românilor | 4          |                        |                        |                        |                        |
|  | Partidul Social Democrat        | 4          |                        |                        |                        |                        |
|  | Partidul Național Liberal       | 1          |                        |                        |                        |                        |

## Personalități născute aici
- Ion Cernea (n. 1936), luptător;
- Mihail Dumitru (n. 1964), economist, fost ministru al agriculturii.